# Consolida
Consolida es un género con 40 especies de plantas de flores caducifolias pertenecientes a la familia Ranunculaceae, nativo del oeste de Europa, región del Mediterráneo este y Asia central. Esta estrechamente relacionada con Delphinium.

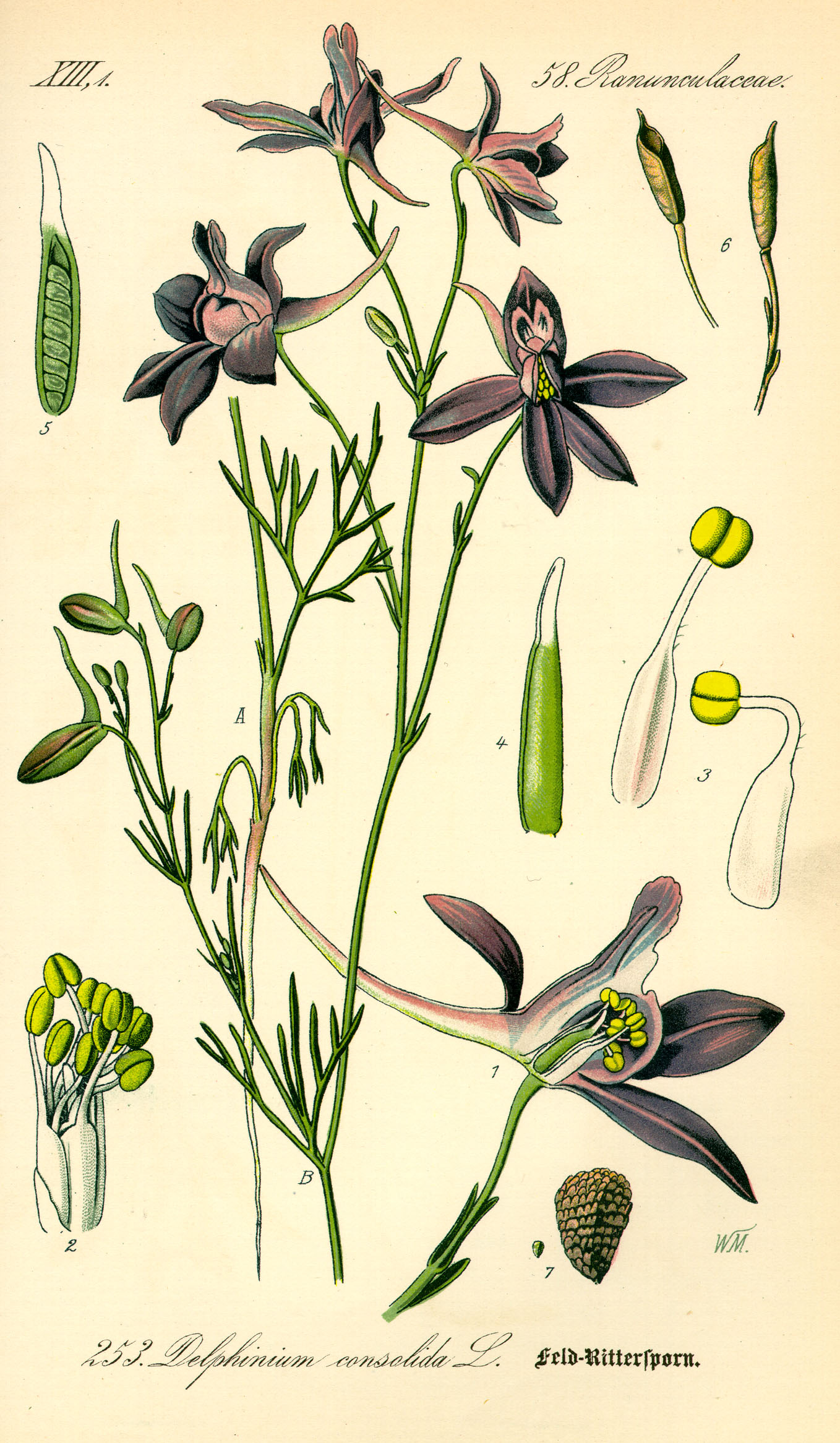
Illustration

Consolida difiere de Delphinium en la estructura de sus flores que son abiertas en racimos mientras que en Delphinium se encuentran en densas columnas, y en los frutos que comprende un único folículo en lugar de una agrupación de ellos. A diferencia de Delphinium todas las especies de Consolida son caducas. Son venenosas.

## Descripción
Hierbas anuales. Tallos erectos en lóbulos lineares u oblanceolados. Inflorescencia racemosa, simple o paniculada; brácteas enteras o disertas; 2 bractéola. Flores zigomorfas. Perianto petaloideo, formado por 2 verticilos; el externo, de 5 piezas caducas (sépalos), la inferior prolongada en espolón; el interno, formado exclusivamente por las 2 hojas nectaríferas, soldadas formando una estructura única (nectario), inserta parcialmente en el espolón, 3-lobulada, con el lóbulo superior bífido, ± pronunciado. Pistilo unicarpelar. Folículo único, polispermo, con el estilo persistente o caduco. Semillas subtetrágonas, cubiertas de pequeñas escamas membranosas transversales (laminillas).

## Taxonomía
El género fue descrito por (DC.) Gray y publicado en A Natural Arrangement of British Plants 2: 711. 1821.
Etimología
Consolida: nombre genérico que proviene del latín y significa "consolidar", por la capacidad reportada para curar heridas.

## Especies
- Consolida aconiti
- Consolida ajacis (= Consolida ambigua) - conejitos de los jardines, espuela de caballero de los jardines[4]
- Consolida anthoroidea
- Consolida armeniaca
- Consolida axilliflora
- Consolida cornuta
- Consolida cruciata
- Consolida glandulosa
- Consolida hellespontica
- Consolida hohenackeri
- Consolida lineolata
- Consolida mauritanica
- Consolida oliveriana
- Consolida olopetala
- Consolida orientalis - conejitos de los jardines, espuela de caballero de los jardines[4]
- Consolida persica
- Consolida phrygia
- Consolida pubescens
- Consolida raveyi
- Consolida regalis - consuelda real[4]
- Consolida saccata
- Consolida scleroclada
- Consolida staminosa
- Consolida stapfiana
- Consolida stenocarpa
- Consolida sulphurea
- Consolida thirkeana
- Consolida tomentosa